# Escorpião-preto
O Tityus bahiensis, também conhecido como escorpião-marrom, é uma espécie de escorpião do Leste e Centro do Brasil. Mede 6 cm de comprimento, tem coloração muito escura e patas castanhas. A espécie é responsável, no Brasil, pelo maior número de casos de acidentes escorpiônicos em áreas rurais.
Esse escorpião também é conhecido como escorpião-preto. Em seus pedipalpos, encontra-se uma mancha preta em meio à cor alaranjada de seus membros, no último segmento do pedipalpo, antes da quela. Essa característica, juntamente com sua cor alaranjada e ausência de serras na cauda, são as principais formas de sua identificação. [carece de fontes?]

## Tamanho
O Tityus bahiensis, assim como a maioria dos escorpiões do género Tityus, varia entre 5 a 7 centímetros. Ao contrário da maioria dos aracnídeos, nessa espécie de escorpião os indivíduos machos são geralmente maiores.

## Alimentação
O Tityus bahiensis costuma se alimentar de baratas, grilos, tenébrios, aranhas e até larvas de insetos.

## Comportamento
Em geral não são tão agressivos, mas uma agressividade notável existe em fêmeas grávidas e principalmente quando carregam os filhotes nas costas. Quando perturbada, ela movimenta sua cauda sobre seu corpo, balançando-a, num gesto de alerta para predadores. Quando machos são perturbados eles, de início, fogem, mas se a perturbação persistir, ele não hesita em picar.

## Veneno
O seu veneno é neurotóxico, ou seja, age sobre o sistema nervoso. O tratamento da picada é sintomático e pode ser feito utilizando-se soro antiescorpiônico. Seu veneno é menos potente do que o do escorpião-amarelo (Tityus serrulatus).

## Habitat
Eles possuem hábitos noturnos, saindo para caçar presas ou acasalar à noite. De dia se escondem sob madeiras e pedras, ao abrigo da luz, da qual não gostam. Essa espécie de escorpião prefere ambientes úmidos, como a Mata Atlântica e em matas ciliares da região do cerrado.

## Tempo de vida
Em fêmeas e machos o tempo é igual, variando de 3 a quatro anos.